# Omar López Robayo
Omar López Robayo (Villavicencio, 16 de febrero de 1958-Villavicencio, 22 de febrero de 2004) fue alcalde de la ciudad de Villavicencio en el departamento del Meta.
| Predecesor: Hernando Martínez Aguilera | Alcalde de Villavicencio 2001 - 2003 | Sucesor: Germán Chaparro |